# Suradech Thongchai
Suradech Thongchai (tiếng Thái: สุรเดช ธงชัย, sinh ngày 19 tháng 4 năm 1987) là một cầu thủ bóng đá từ Thái Lan. Hiện tại anh thi đấu cho Army United ở Thai League 2.

## Danh hiệu

### Câu lạc bộ
Bangkok Glass F.C.
- Cúp Hiệp hội Bóng đá Thái Lan Vô địch (1): 2014